# Polittico Quaratesi
Il Polittico Quaratesi venne dipinto da Gentile da Fabriano nel 1425 a Firenze per la cappella della famiglia Quaratesi nella chiesa di San Niccolò Oltrarno. Smembrato in più musei, è l'opera più importante del soggiorno fiorentino dell'artista dopo la Pala Strozzi. 

## Storia
Probabilmente Gentile mise mano all'opera non molto tempo dopo il completamento della Pala Strozzi.
Il polittico grande era firmato e datato nella perduta cornice come "OPUS GENTILIS DE FRABRIANO MCCCCXXV MENSE MAII". Nel testamento del committente Bernardo di Castello Quaratesi, datato 1422, si trova un codicillo che ordinava l'esecuzione di una tabulam per l'altare maggiore della chiesa, da compiersi entro tre anni dalla morte.

## Descrizione
Il polittico venne smembrato in epoca imprecisata (circa 1830) ed oggi i cinque scomparti, completi della cimasa dipinta, e vari pezzi della predella si trovano in vari musei e città. 
In particolare si hanno: 
- Madonna col Bambino e angeli con cimasa con Angeli e medaglione col Redentore, (scomparto centrale), 222,70x83, The Royal Collection, Hampton Court, in deposito alla National Gallery di Londra
- Santa Maria Maddalena, con cimasa (scomparto sinistro), 200x60, Uffizi, Firenze
- San Nicola di Bari, con cimasa (scomparto sinistro), 200x60, Uffizi, Firenze
- San Giovanni Battista, con cimasa (scomparto destro), 200x60, Uffizi, Firenze
- San Giorgio, con cimasa (scomparto destro), 200x60, Uffizi, Firenze
- Predella
  - Nascita di san Nicola, 36,5x36,5, Pinacoteca Vaticana, Città del Vaticano
  - San Nicola dona tre palle d'oro alle fanciulle povere, 36,5x36,5, Pinacoteca Vaticana, Città del Vaticano
  - San Nicola salva una nave dal mare in tempesta, 39x62, Pinacoteca Vaticana, Città del Vaticano
  - San Nicola salva tre giovani messi in salamoia, 36,5x36,5, Pinacoteca Vaticana, Città del Vaticano
  - Miracolo dei pellegrini alla tomba di san Nicola, 36,5x36,5, National Gallery of Art, Washington

## Stile

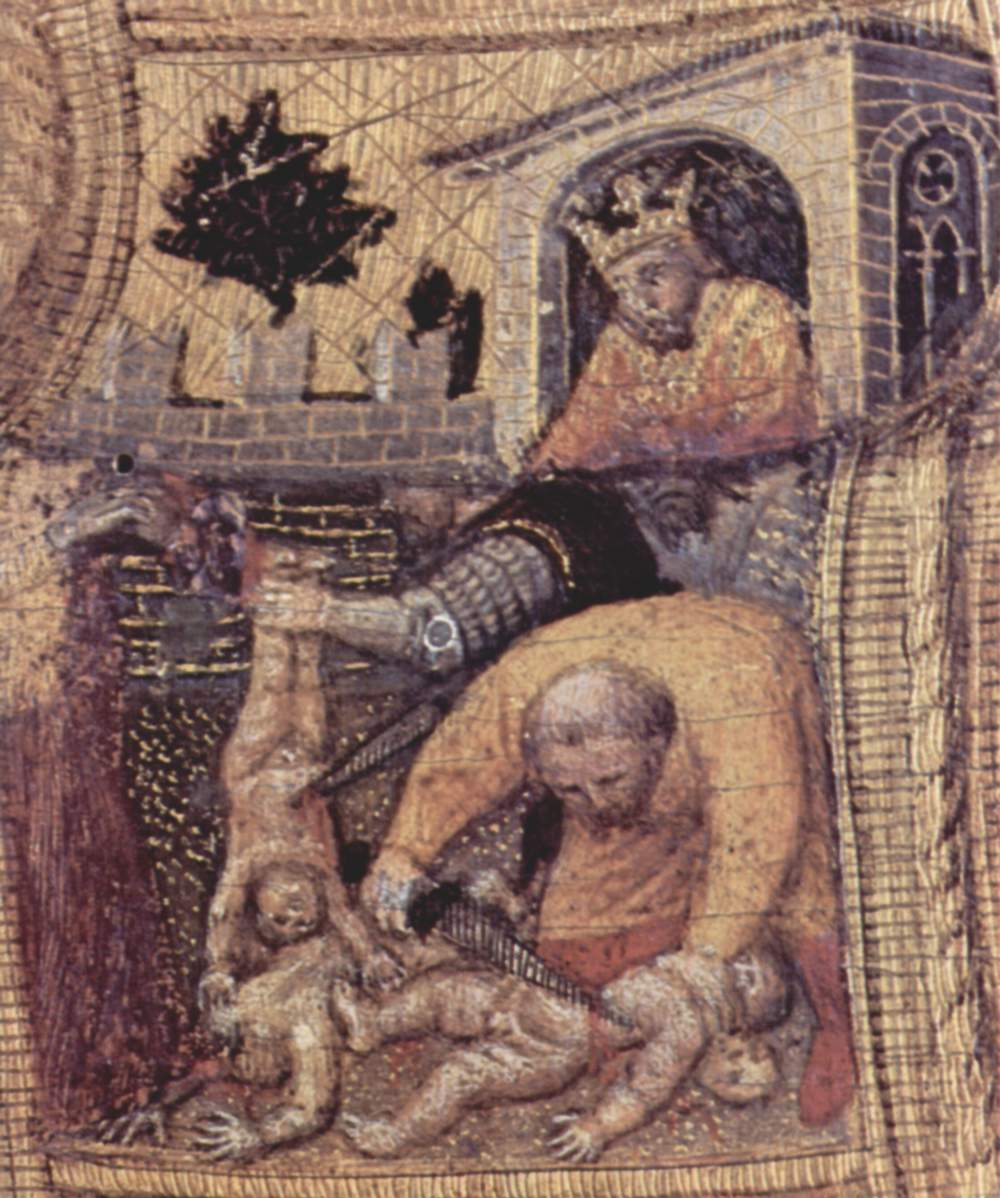
La Strage degli Innocenti, dettaglio della veste di san Nicola

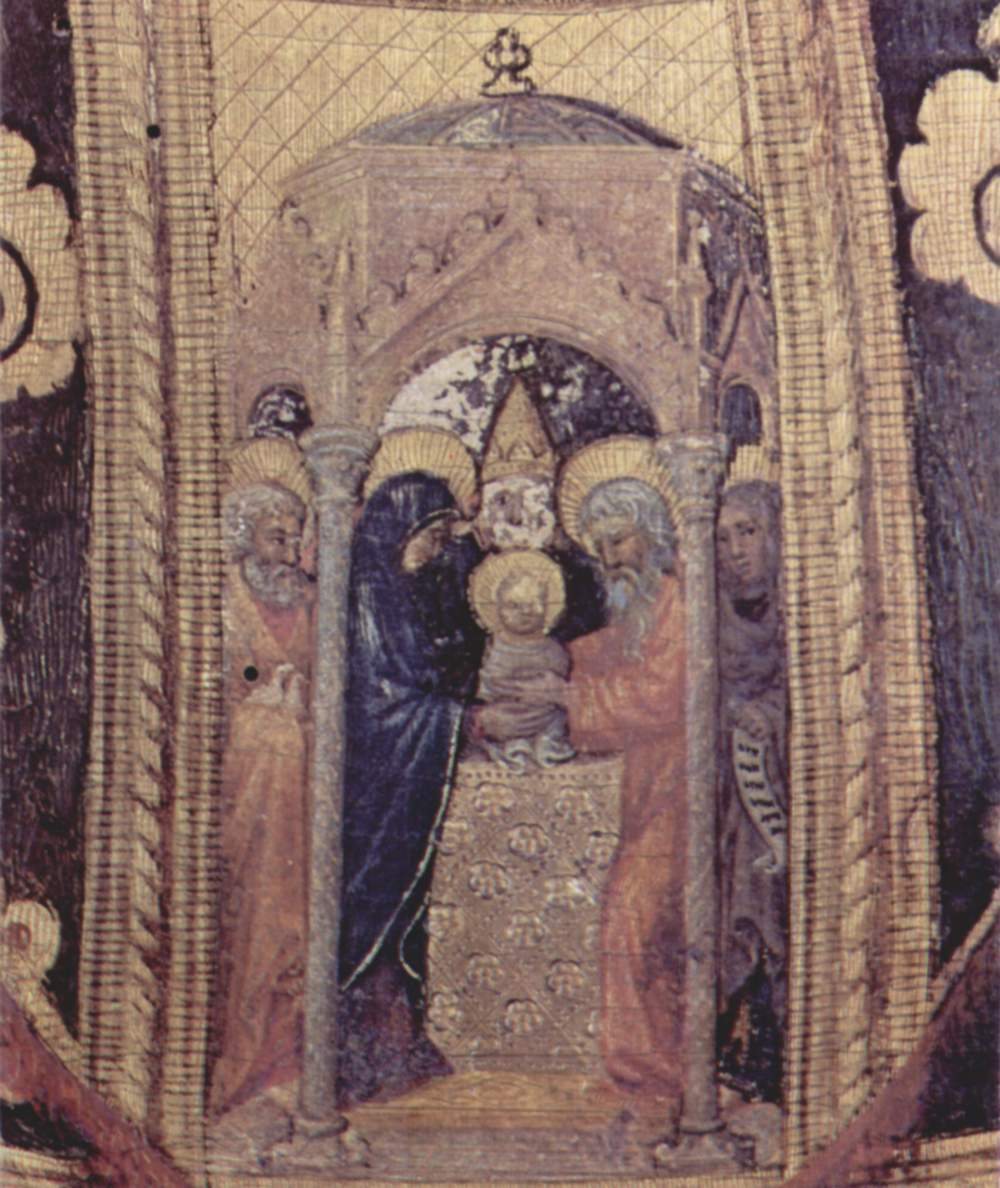
La Presentazione al Tempio, dettaglio della veste di san Nicola

L'opera è caratterizzata da colori chiari e brillanti e da una profusione di ori e dettagli preziosi che avevano reso celebre lo stile opulento di Gentile. All'altissima qualità degli ornati (soprattutto i ricchi drappi, tappeti e tessuti) corrisponde una grazia carezzevole dei personaggi. 
I pannelli sono inoltre caratterizzati da una maggiore sintesi nell'accostamento dei personaggi, che appaiono più monumentali e isolati rispetto all'Adorazione dei Magi. In ciò è stata letta un'influenza del rinnovamento pittorico fiorentino che si avviava proprio in quegli anni e che aveva Masaccio come principale esponente. A differenza di altre opere precedenti di Gentile infatti, qui la percezione dello spazio non è annullata dalle decorazioni, anzi resta misurabile, come nel trono della Vergine, con i gradini che procedono dal primo piano in profondità.
Nei pannelli dei santi si dispiega una magnifica resa dei dettagli, con punte di virtuosismo nella fascia del piviale di san Nicola, titolare della chiesa effigiato in posizione frontale subito a sinistra della Madonna, dove si trovano entro le falde modulate sette quadri dentro il quadro con Storie dell'infanzia di Cristo: Natività, Adorazione dei Magi, Fuga in Egitto, Strage degli Innocenti, Presentazione al Tempio e Battesimo.
Finissima è la tecnica, che rende la morbidezza degli incarnati e la consistenza materica dei tessuti con pennellate finissime, arrivando fino al più curato pointillisme nella ghiaia delle viuzze delle Storie o nella mitria del santo. Gli altri santi erano ruotati con diverse gradazioni, che creavano una sorta di consesso semicircolare attorno alla Vergine. Per esempio la Maddalena, all'estremità sinistra, è quasi di profilo. Quest'ultima santa si può confrontare con quella del Polittico di Valleromita, di circa vent'anni prima, per comprendere quanto lo stile di Gentile si sia nel frattempo evoluto verso una maggiore compostezza e solidità, rinunciando alle onde più eteree degli orli ed alle pose astratte: se nel polittico di Valleromita essa teneva il calice con la sola punta delle dita, qui lo afferra saldamente con i palmi.

## Predella
I cinque scomparti della predella, conservati nella Pinacoteca Vaticana e alla National Gallery of Art, mostrano le storie di san Nicola di Bari. La predella risultava separata dal polittico già alla fine del XVIII secolo, quando confluirono verso Roma, mentre il quinto venne messo più tardi all'asta, finendo a Pistoia (famiglie Puccini, poi Tucci e Spada) e poi venendo immesso sul mercato antiquario nel 1928, finendo nella collezione Kress e da qui a Washington. Quasi tutti gli scomparti della predella sono ridipinti in alto per nascondere la forma originale, dove in alto c'era una teoria di archetti.
La prima storia è quella della Nascita, ambientata in un delizioso ambiente domestico, con uno scorcio di due stanze inesatto, che dà all'insieme un'aria irreale e fiabesca, ma anche intimamente familiare. Molti sono i dettagli di minuta osservazione, come l'arredamento della stanza dove dorme la puerpera, lo sgabello con le fasce messe ad asciugare davanti al camino, il catino col santo bambino, la sorpresa delle levatrici che lo vedono alzarsi e pregare.

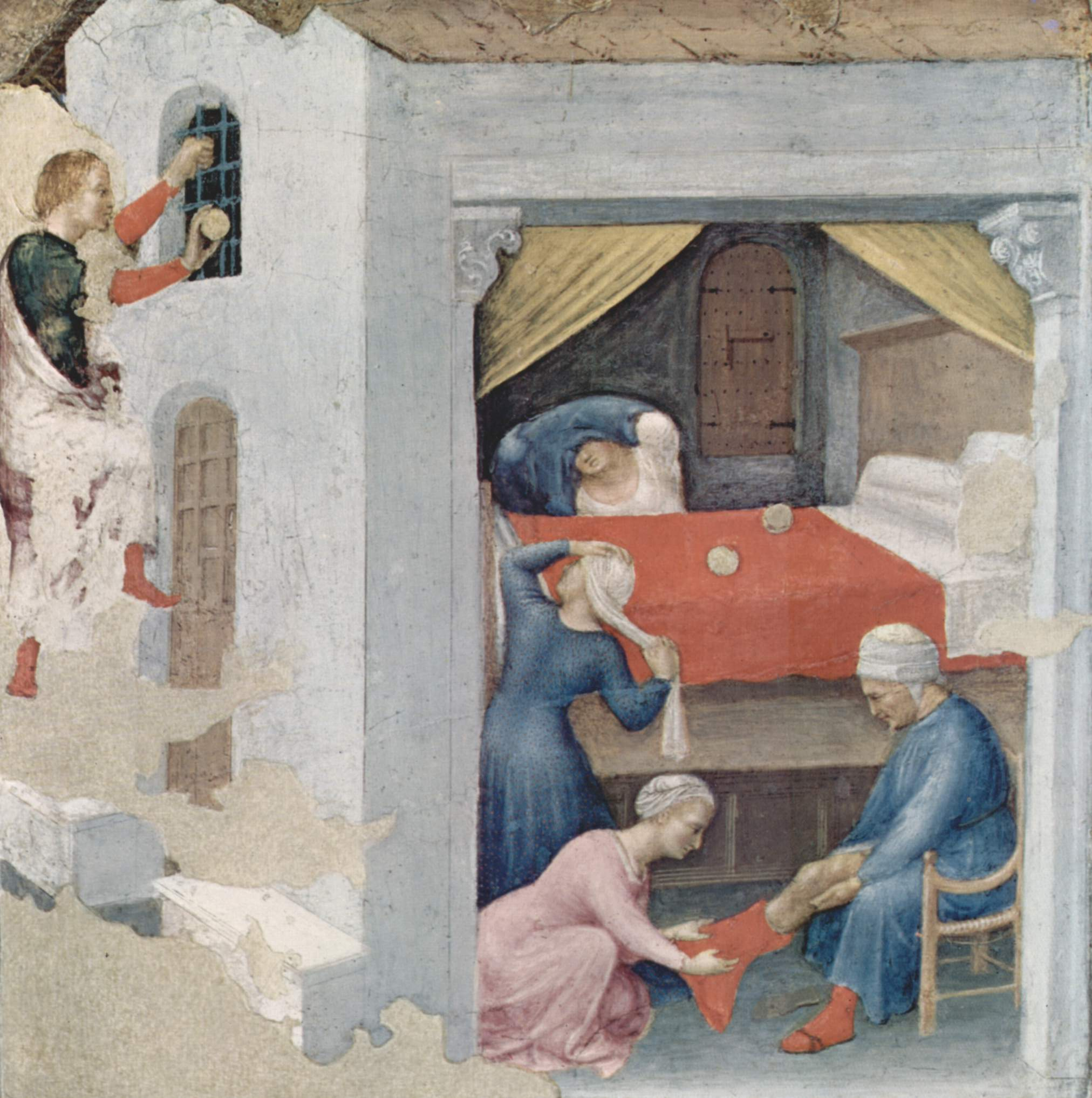
San Nicola dona tre palle d'oro alle fanciulle povere, predella

La scena successiva mostra la benevolenza di Nicola che donò tre palle d'oro a tre ragazze povere per permettere loro di maritarsi. Anche qui viene mostrato un interno familiare, dove le tre ragazze sono intente ad attività domestiche (spogliarsi per andare a letto e aiutare il vecchio padre a togliersi le calze). L'effetto notturno è dato dai dettagli più che dalla luce, come lo scuretto della finestra già chiuso. Il santo si trova all'esterno, arrampicato alla finestra, mentre ha già lanciato due palle e sta per tirare la terza, reggendosi alla grata. 
La scena centrale doveva essere quella del miracolo di San Nicola che salva una nave dalla tempesta, che è l'unica ad aver mantenuto la forma originale con le tracce degli archetti (dopo il restauro). La leggenda a cui si riferisce è quella di una nave colta da una tempesta in mezzo al mare, che viene salvata dall'apparizione provvidenziale del santo. Lo stesso soggetto era stato dipinto da Gentile in larga scala nel palazzo Ducale di Venezia, che tanto aveva impressionato Bartolomeo Facio per la sua terribilità. In questa piccola scena in realtà gli unici dettagli sull'atmosfera sono le vele strappate dal vento, per il resto sia il mare che il cielo appaiono calmi. Più concitati sono gli uomini sulla nave, che sono presi dall'agitazione e cercano di alleggerire la nave scaricando la stiva in mare o pregando il santo. Anche in questo caso grande è l'attenzione ai dettagli reali, dalle funi alle scalette, dall'ancora alla scialuppa, fino al ballatoio sull'albero maestro con la sua bandierina. Inoltre il pittore vi inserì elementi fantastici di pura poesia, come la sirena, la stella marina o l'ombra di alcuni pesci. 

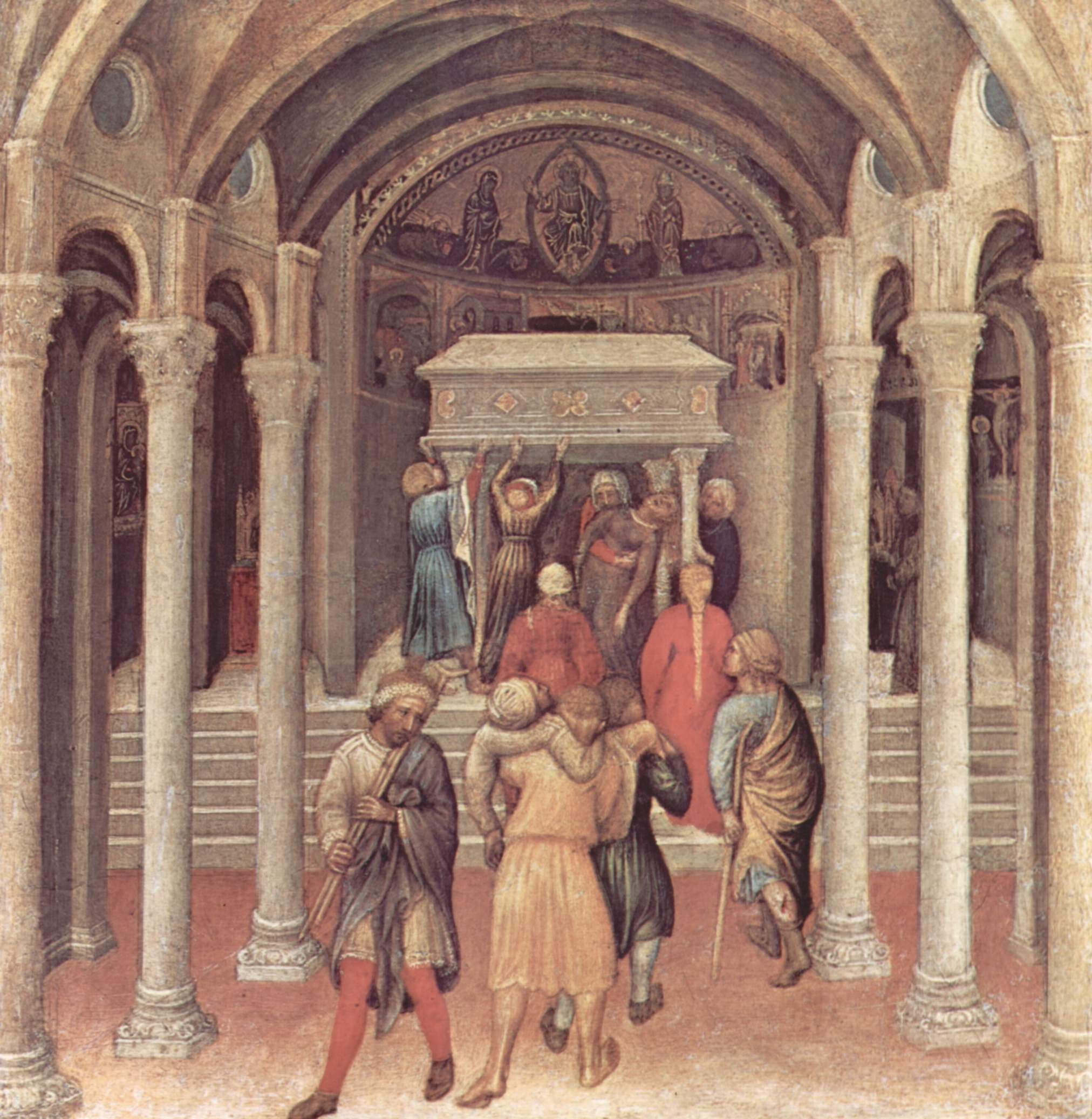
Miracolo dei pellegrini alla tomba di san Nicola, predella

La quarta scena è San Nicola che salva tre giovani messi in salamoia. Secondo la leggenda tre ragazzi si fermarono in una locanda di un oste malvagio, che li derubò, li uccise e li fece a pezzi nascondendoli in botti nella salamoia. Il vescovo li riportò allora in vita. Anche qui la scena è ambientata in una stanza, una dispensa dove si vedono vari oggetti stoccati (sacchi, cesti e un mazzo di agli). Dietro il santo si trovano l'albergatore e sua moglie pentiti, mentre all'estremità destra si scorge un avventore che sta ignaro al tavolo a bere, tagliato a metà in maniera apparentemente casuale da un pezzo di edificio. Gentile inoltre aggiunse alcuni dettagli aneddotici ed enigmatici, che rendessero l'osservazione dello spettatore più gustosa, in questo caso l'insegna con la luna dorata e i geroglifici appesi alla parete.
L'ultimo pannello è il Miracolo dei pellegrini alla tomba di san Nicola, cioè il prodigio per il quale chi si reca alla tomba del santo trova guarigione. La scena è ambientata all'interno di una basilica al centro della cui navata mediana si trova il sarcofago rialzato verso il quale convergono le persone che lo toccano. Molti sono i malati e si vede anche un'ossessa sorretta da una donna; in primo piano invece si vede un uomo guarito, che se ne va con le proprie gambe tenendo ormai le stampelle sulla spalla. L'ambientazione della scena è minuziosamente descritta: della chiesa si vedono i mosaici del catino absidale (si distingue anche il soggetto: Cristo in mandorla tra la Vergine, san Nicola e i simboli degli evangelisti), la fascia sottostante con cinque storie di san Nicola (le medesime della predella!), le decorazioni delle navate laterali (affreschi e polittici). Lo spazio è reso efficacemente dalla successione delle colonne in profondità, con lo scorcio delle volte e delle lunette con le finestre circolari. I punti più lontani sono più bui e ombrosi e vi si distinguono appena le sagome, come quella di un monaco che avanza.

## Ricostruzione
|  |  |  |  |  |
|  |  |  |  |  |
|  |  |  |  |  |

## Restauro
Nel 2001 i quattro scomparti custoditi presso la Galleria degli Uffizi di Firenze
- Santa Maria Maddalena, con cimasa (scomparto sinistro)
- San Nicola di Bari, con cimasa (scomparto sinistro)
- San Giovanni Battista, con cimasa (scomparto destro)
- San Giorgio, con cimasa (scomparto destro)

sono stati restaurati grazie al contributo del Prof. Abramo Galassi, presidente all'epoca della Faber (azienda) di Fabriano. 
Il restauro, condotto da Sandra Freschi e Nicola Ann MacGregor sotto la supervisione di Alessandro Cecchi, direttore del dipartimento della pittura dal Medioevo al primo Rinascimento, ha rimosso lo sporco e i precedenti ritocchi ed ha riconsolidato le parti instabili del colore e della doratura.